# Morecambe (Alberta)
Morecambe est un hameau (hamlet) du Comté de Two Hills No 21, situé dans la province canadienne d'Alberta.